# 新疆天山
新疆天山（しんきょうてんざん）は、複数国にまたがる天山山脈のうち、中華人民共和国（中国）新疆ウイグル自治区内に属する4つの自然保護区を対象とするUNESCOの世界遺産リスト登録物件である。美しく多彩な山岳景観や独特の生態系が評価され、2013年の第37回世界遺産委員会で登録された。
天山山脈には高山、氷河、森林、湿地、草地、ステップ、河川、湖、赤色の渓谷などの多様な自然美の景観がある。また、広大なタクラマカン砂漠に面する乾燥した南斜面とより小規模なジュンガル砂漠に面する湿潤な北斜面のコントラストにより、山脈の植物相も多様であり、元来の温暖湿潤植物相が徐々に後発の乾性地中海植物相に置き換えられる過程を示している。

## 登録経緯
この物件の世界遺産の暫定リストへの記載は、2010年1月29日のことであった（記載名はXinjiang Tianshan）。そして、2012年に正式に推薦され、2013年の第37回世界遺産委員会で審議された。審議に先立ち、世界遺産委員会の諮問機関である国際自然保護連合（IUCN）は「登録」を勧告しており、委員会審議では中国が同時に推薦していた紅河ハニ棚田群の文化的景観とともに、勧告通りに登録が認められた。中華人民共和国の世界遺産の中では、10件目の自然遺産である。
なお、IUCNの勧告では、近隣諸国との国境を越える世界遺産とすることも含め、拡大登録への期待感が示された。世界遺産委員会の決議でも同様の文言が盛り込まれた。

### 登録名
世界遺産としての正式登録名は、Xinjiang Tianshan（英語）、Tianshan au Xinjiang（フランス語）である。その日本語訳はおおむね「新疆天山」で一致しているが、「新疆の天山」としているものもある。

## 構成資産
以下の4件で構成されている。

### トムール
トムール/托木爾（Tomur、ID1414-001）は、天山山脈の最高峰ポベーダ山（標高7443m）の別名である。世界遺産の登録対象は1980年に設定された自然保護区を前身として、2003年に設定されたトムール峰国家自然保護区（Tomur Peak National Nature Reserve、Ia）である。世界遺産としての登録面積は344,828 ha、緩衝地域は280,120 haである。

### カラジュン＝クエルデニン

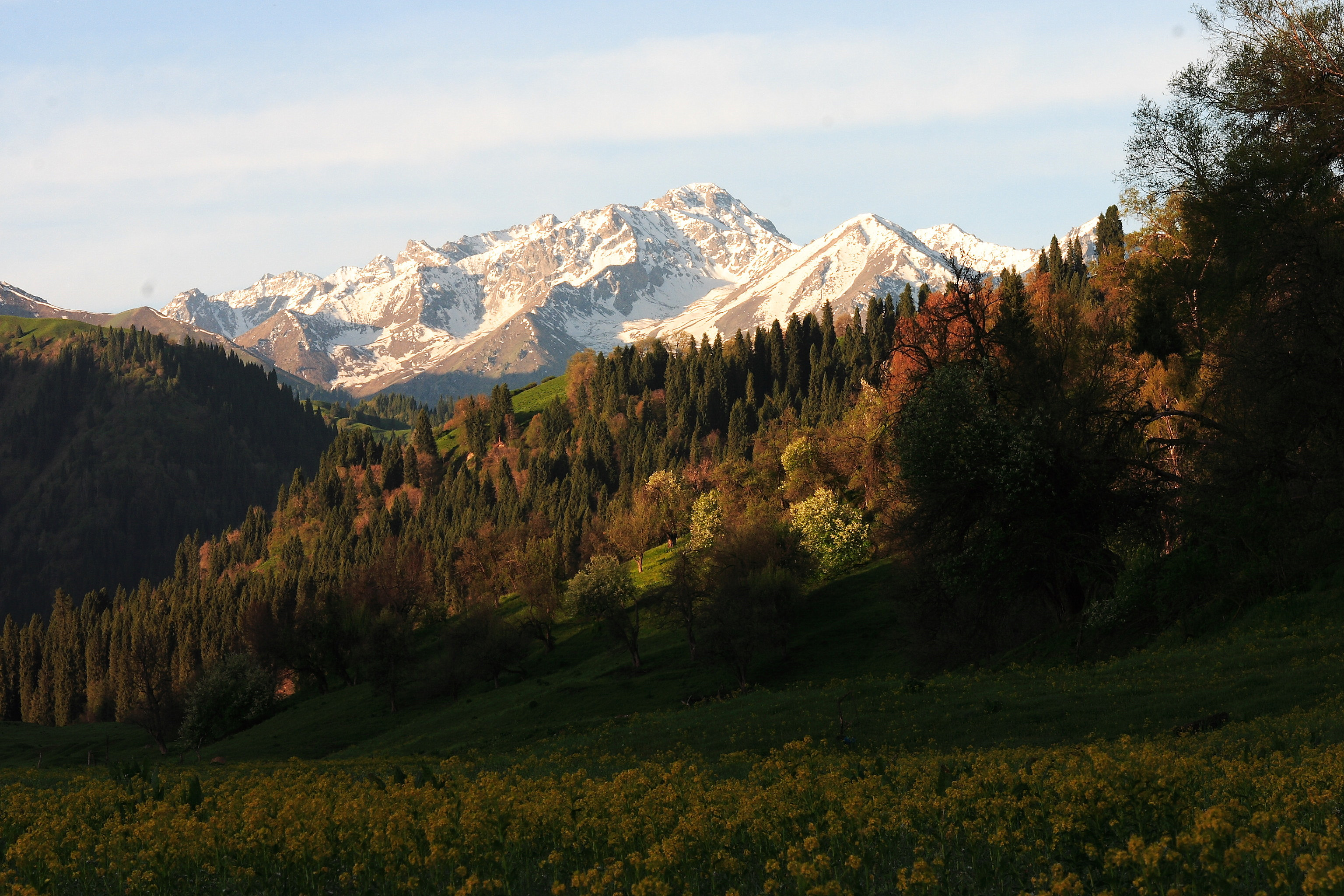
クエルデニン

カラジュン/喀拉峻とクエルデニン/庫尔徳寧（Kalajun-Kuerdening、ID1414-002）は、2009年に設定された地方自治体レベルの保護区であるカラジュン自然保護区（Kalajun Provincial Nature Reserve、IV）と、2000年に設定された西天山山脈国家自然保護区（West Tianshan Mountains national Nature Reserve、Ib）とで構成される。世界遺産としての登録面積は113,818 ha、緩衝地域は89,346 haである。

### バインブルク
バインブルク/巴音布魯克（Bayinbuluke、ID1414-003）は、天山中部の標高2,400mから2,600mの地域に広がる草原の名前である。1986年に設定された保護区を前身として、2001年にバインブルク国家自然保護区（Bayinbuluke National Nature Reserve、Ib）が設定されている。世界遺産としての登録面積は109,448 ha、緩衝地域は80,090 haである。

### ボグダ

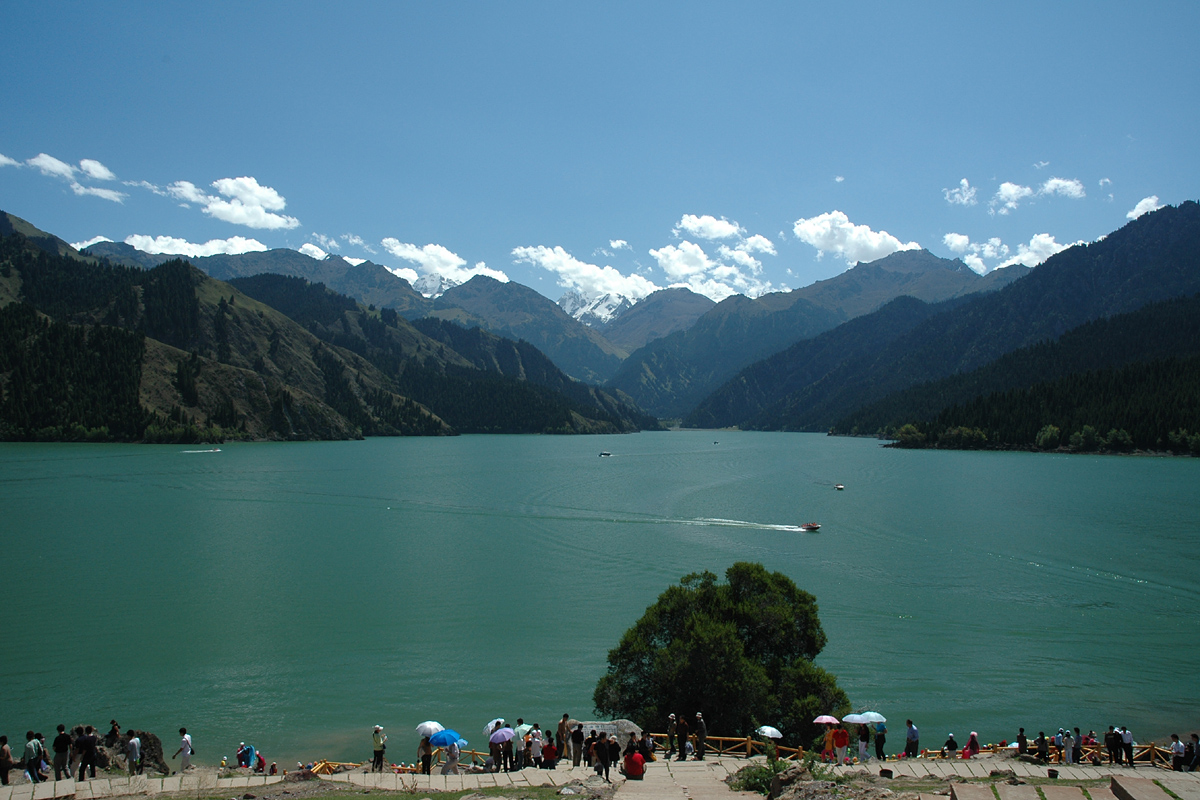
天池

ボグダ（ボゴダ）/博格達（Bogda、ID1414-004）はウルムチ市の東方約60kmに位置する山で、標高は5,445 mである。トムールよりはずっと低いが、ボゴダ山の中では最高峰であり、周囲の景観の中では際立っている。中腹（標高1,980 m）には『穆天子伝』中の西王母の伝説とも結びついている景勝地・天池がある。1980年に設定された保護区を前身に、2006年に天山天池国立公園（Tianshan Tianchi National Park、II）に指定された。世界遺産としての登録面積は38,739 ha、緩衝地域は 41,547 haである。

## 生物相
新疆天山には、希少な動植物も見られる。植物としては、危急種のマルス・シエウェルシイ（Malus sieversii、リンゴ属）、絶滅危惧種のテンザンカンバ（Betula tianschanica、カバノキ属）とトゥリパ・シンキアンゲンシス（Tulipa sinkiangensis、チューリップ属。中国名「新疆鬱金香」）、絶滅寸前のアモピプタントゥス・ナヌス（Ammopiptanthus nanus）などが挙げられる。動物としては、ヒメチョウゲンボウ、カタシロワシ、カラフトワシ、セーカーハヤブサ、ノハラクサリヘビ、コイ（以上、危急種）、モウコノウマ、キガシラウミワシ、イリナキウサギ（Ochotona iliensis、ナキウサギの仲間）、ユキヒョウ（以上、絶滅危惧種）、シップスタージョン（Acipenser nudiventris、チョウザメの仲間）（絶滅寸前）などを挙げることができる。

## 登録基準
この世界遺産は世界遺産登録基準のうち、以下の条件を満たし、登録された（以下の基準は世界遺産センター公表の登録基準からの翻訳、引用である）。
- (7) ひときわすぐれた自然美及び美的な重要性をもつ最高の自然現象または地域を含むもの。
  - 世界遺産委員会はこの基準の適用理由について「天山の新疆部分は東西1,760 kmにわたっており、顕著な自然美を有する山脈である」「新疆天山の美しさは、その冠雪した壮観な山々、氷河を冠した峰、美しい森林や草原、清澄な川や湖、赤い岩床の峡谷群といった場所だけにあるのではなく、山岳の要素と広大な砂漠との組み合わせや対照の中にも存在するのである」[18]等と説明した。

- (9) 陸上、淡水、沿岸および海洋生態系と動植物群集の進化と発達において進行しつつある重要な生態学的、生物学的プロセスを示す顕著な見本であるもの。
  - 世界遺産委員会はこちらの基準の適用理由について、「新疆天山は温暖な乾燥帯における進行中の生物学的・生態学的進化過程の顕著な例証である。2つの砂漠にはさまれた天山の位置、および世界の山岳生態系の中でも独特である中央アジアの乾燥した大陸性気候によって、鮮新世以来の地形と生態系が保存されている」[18]等とした。